# Török Államvasutak
A Török Államvasutak (törökül: Türkiye Cumhuriyeti Devlet Demiryolları, rövidítve: TCDD) Törökország állami tulajdonban lévő vasúttársasága, mely a Közlekedési Minisztérium (Ulaştırma Bakanlığı) hatáskörébe tartozik.
A TCDD öt gyárat üzemeltet országszerte (Ankarában, Sivasban, Afyonkarahisarban és Çankırıban). A hagyományos szárazföldi állomások mellett a TCDD tengeri rakodókikötőket is üzemeltet (Haydarpaşa (Isztambul), Derince, İzmir, Bandırma, Samsun, Mersin, İskenderun).

## Története

### Az Oszmán Birodalomban
A török vasút története 1856-ra nyúlik vissza, amikor egy brit kereskedelmi társaság kapituláció keretében jogot szerzett egy 130 km hosszú stratégiai vasútvonal építésére İzmir és Aydın között. A társaság kilométeralapú profitgaranciát és a vonal 20 km-es környezetében bányászati jogot is kapott; más külföldi társaságok is hasonló jogokkal birtak és építhettek vasútvonalat szerte az országban.
1856 és 1922 között mintegy 8619 kilométernyi vasútvonal épült meg az Oszmán Birodalom területén:
- Rumélia: 2383 km;
- Anatólia–Bagdad: 2424 km;
- İzmir–Kasaba: 695 km;
- İzmir -Aydın: 610 km;
- Damaszkusz–Hama: 498 km ;
- Jaffa–Jeruzsálem: 86 km ;
- Bursa–Mudanya: 42 km
- Ankara–Yahsihan: 80 km

### A köztársaság kikiáltása után

Törökország vasútvonalai

Miután 1923-ban kikiáltották a köztársaságot, az Oszmán Birodalom területének nagy részét elvesztő Törökországban 4000 kilométernyi vasútvonal maradt, ebből 1378 km-t felügyelt az állam, a többi külföldi magántulajdonban volt.
A fiatal köztársaság nagy hangsúlyt fektetett a vasút fejlesztésére, mivel az ország iparosítása szempontjából az olcsó és gyors teherszállítás nélkülözhetetlen feltételt jelentett. 1923 és 1950 között 3578 kilométernyi vasút épült meg.
Az 1950-es években a Marshall-terv segítségével elkezdték nagy ütemben fejleszteni a közúthálózatot, ami a vasútvonalak fokozatos elhanyagolásával járt, így 1950 és 1980 között évente mindössze 30 km vasútvonal épülhetett meg. A vasútvonal a személyszállítás mindössze 2%-át látja el Törökországban, a vasúti teherszállítás pedig 60%-kal csökkent 1950 óta.
A 2000-es években több nagysebességű vasútvonalat is elkezdtek építeni az országban és a Marmaray-projekt is egyike a nagy vasúti beruházásoknak.

## Képek

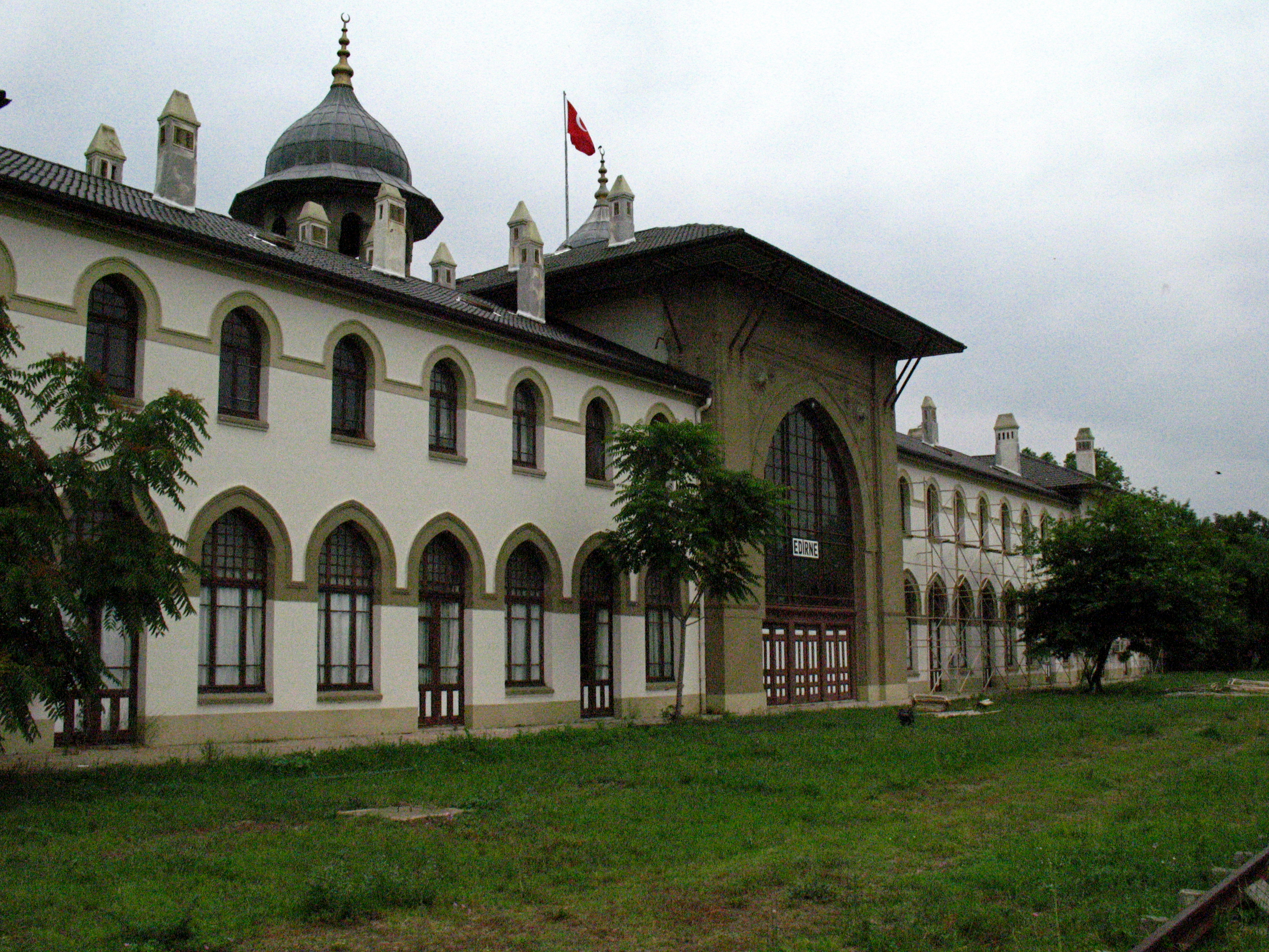
A Trakya Egyetem rektorátusának épülete az oszmán időkben Edirne vasútállomásának épülete volt.
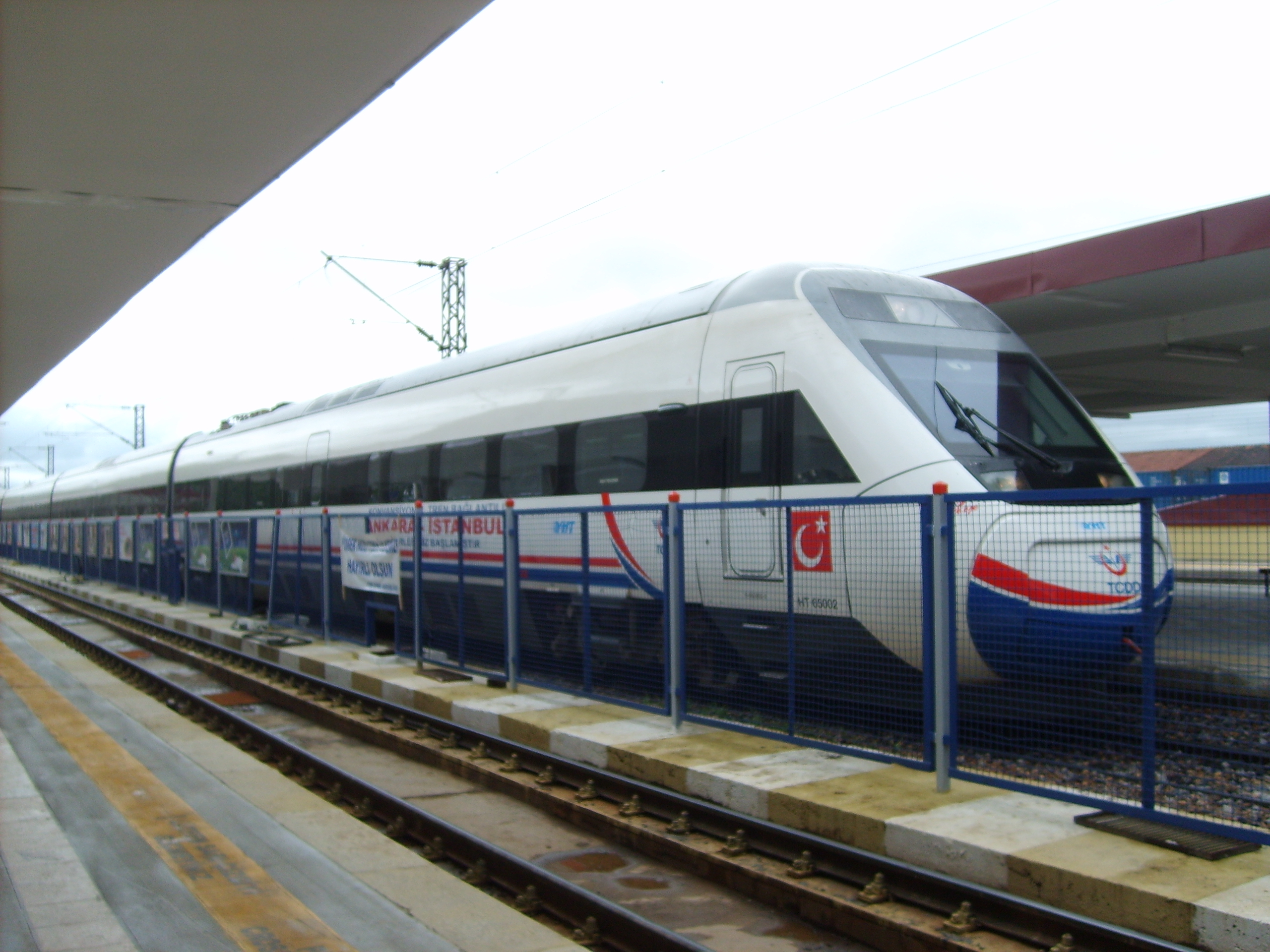
TCDD HT65000 sorozatú szerelvény
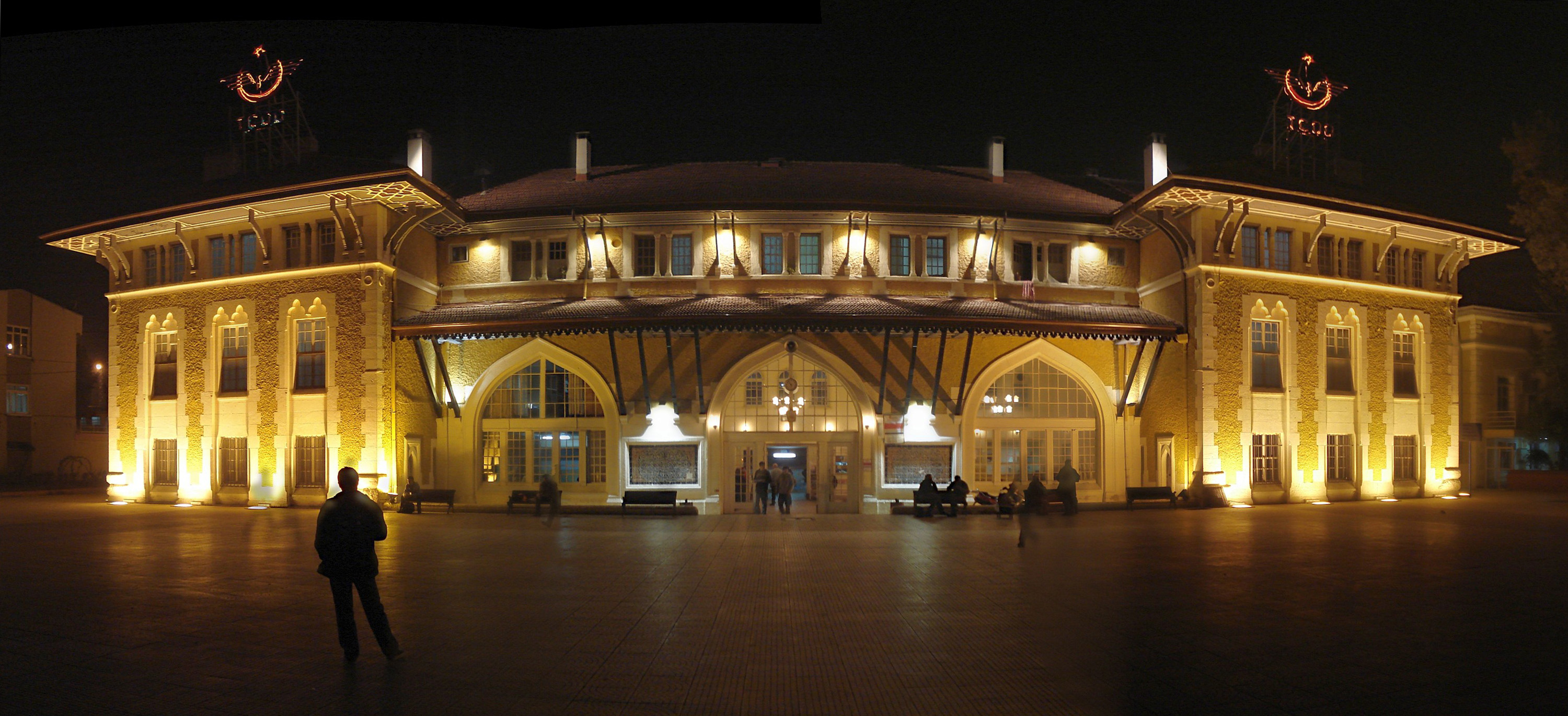
Az Adanai pályaudvart 1912-ben adták át